# The Underworld Regime
The Underworld Regime es el álbum debut de la banda noruega de black metal noruega Ov Hell, editado el 8 de febrero de 2010 a través de Indie Recordings en Europa y el 13 de abril por Prosthetic Records en Norteamérica.

## Antecedentes
El bajista King ov Hell y el vocalista Gaahl fueron expulsados de Gorgoroth en marzo de 2009, después de intentar hacerse con los derechos del nombre de la banda. Ese mismo mes anunciaron la formación de una nueva banda, llamada God Seed. En verano la banda comenzó la grabación del que sería su primer álbum de estudio, con la colaboración de los guitarristas Arve Isdal y Teloch y el batería Frost.
En agosto, Gaahl anunció su intención de retirarse de la música, provocando la disolución de God Seed. King ov Hell decidió continuar con el proyecto y en octubre formó Ov Hell con el vocalista Shagrath (Dimmu Borgir).

## Lista de canciones
| N.º   | Título               | Letras                     | Música       | Duración |  |
| 1.    | «Devil's Harlot»     | Shagrath                   | King ov Hell | 3:23     |  |
| 2.    | «Post Modern Sadist» | Silenoz                    | King         | 4:56     |  |
| 3.    | «Invoker»            | King y Christian Anfinnsen | King         | 4:25     |  |
| 4.    | «Perpetual Night»    | Shagrath                   | King         | 3:36     |  |
| 5.    | «Ghosting»           | King y Sarah Owens         | King         | 6:16     |  |
| 6.    | «Acts of Sin»        | Shagrath                   | King         | 5:19     |  |
| 7.    | «Krigsatte Faner»    | Shagrath                   | King         | 3:52     |  |
| 8.    | «Hill Norge»         | Shagrath                   | King         | 5:46     |  |
| 37:35 |                      |                            |              |          |  |

## Créditos
| Ov Hell - Shagrath – Voz principal - King ov Hell – Bajo, Voz adicionales - Teloch – Guitarra - Frost – Batería - Ice Dale – Guitarra | Producción - Herbrand Larsen – producción e ingeniero de sonido - Marcelo Vasco - diseño gráfico |